# Kamei Korenori
Kamei Korenori est un nom japonais traditionnel ; le nom de famille (ou le nom d'école), Kamei, précède donc le prénom (ou le nom d'artiste).
Kamei Korenori (亀井 茲矩, 1557-27 février 1612) est un daimyo de l'époque Azuchi Momoyama et du tout début de l'époque d'Edo. Il est d'abord vassal du clan Amago de la province d'Izumo mais devient finalement daimyo à part entière.

## Jeunesse
Son père, Kamei Hidetsuna, est tué dans une bataille contre le clan Mōri lorsque celui-ci envahit et s'empare des terres du clan Amago, ne laissant aucun héritier du nom de Kamei. Korenori prend alors ce nom et en 1566, avec son beau-frère, Yamanaka Shikanosuke, à qui il est lié en raison de son mariage avec la sœur cadette de l'épouse de Shikanosuke, il s'efforce de récupérer ces terres pour les Amago et de détruire Mōri Motonari et son armée. Cependant, le clan Amago tombe en 1578, laissant Korenori sans maître ; il entre alors au service de Toyotomi Hideyoshi.

## Daimyo
Lorsqu'il reçoit le château de Shikano situé dans la province d'Inaba comme récompense de ses notables services en 1578, Korenori accède à un plus haut rang lorsqu'il aide Hideyoshi dans son invasion de Kyūshū en 1587. Intéressé à gagner de nouvelles fortunes dans le commerce extérieur, il demande à obtenir des terres dans les domaines côtiers de la province d'Izumo, qui possède des ports de haute qualité, en reconnaissance de son service passé contre les Mōri et autres clans de Kyūshū. Cependant, sa demande est rejetée car Izumo a déjà été donné aux Mōri dans le cadre des accords de trêve entre ces derniers et Hideyoshi. Korenori demande alors les îles Ryūkyū à la place ; un éventail de papier inscrit avec la date, la signature de Hideyoshi et le titre « Kamei, seigneur des Ryūkyū » (亀井琉球の守, Kamei Ryūkyū no kami), trouvé par les forces coréennes sur un navire capturé pendant les invasions de Korea atteste que Hideyoshi a au moins nominalement offert le poste à Korenori. Cependant, Hideyoshi n'a aucun droit légitime sur les îles qui sont à cette époque le royaume indépendant de Ryūkyū. Korenori envoie une petite force pour prendre le contrôle des îles mais celle-ci est bloquée par le clan Shimazu de la province de Satsuma qui conserve jalousement une relation spéciale, dont les droits de commerce exclusifs, avec le royaume.
Korenori n'est donc pas en mesure d'exercer aucune prétention ou contrôle réel sur les îles et, après la mort de Hideyoshi en 1598, entre au service de Tokugawa Ieyasu. À la suite de la campagne de Sekigahara de 1600, ses revenus sont augmentés de 13 000 à 43 000 koku en récompense de ses services pour le clan Tokugawa. Korenori décède de causes naturelles en 1612.
Les descendants de Korenori sont faits daimyos (seigneurs) du domaine de Tsuwano qu'ils dirigent jusqu'à la restauration de Meiji en 1868.

## Source de la traduction
- (en) Cet article est partiellement ou en totalité issu de l’article de Wikipédia en anglais intitulé « Kamei Korenori » (voir la liste des auteurs).